# Mouvement Idle No More
Le mouvement Idle No More - Jamais plus l'inaction, ou littéralement "n'attendez plus", désigne le mouvement de contestation des Premières Nations du Canada déployé en réaction à l'adoption par le gouvernement Harper d'une loi omnibus, Loi C-45, sanctionnée par le parlement canadien, qui entraîne, selon les manifestants, la violation des traités ancestraux.

## Origine et nature du mouvement
Depuis les années 1970, les femmes autochtones tentent de rétablir leur place au sein des communautés, dans un mouvement conjoint contre la colonisation et le patriarcat. Ces communautés, avant la colonisation, accordaient davantage de pouvoir politique et symbolique aux femmes. Idle No More est la plus médiatisée, mais pas la première, des luttes menées par des femmes autochtones.
Dès le 2 décembre 2012, le mouvement Idle No More est lancé dans l'Ouest du Canada par quatre femmes : Nina Wilson, Sylvia McAdam, Jessica Gordon et Sheelah McLean. Ce mouvement reçoit une couverture médiatique nationale lors d'une importante manifestation tenue le 10 décembre à Calgary. Les organisatrices profitent des discussions sur le projet de loi C-45 sur les eaux navigables, alors à la veille d'être adopté, pour attirer l'attention sur l'impact de cette loi omnibus « non seulement sur les Autochtones, mais également sur les territoires, l'eau et tous les citoyens canadiens ». La loi C-45 modifie des articles de la loi sur les Indiens portant sur la « désignation » de terres dans une réserve et introduit la possibilité de leur vente. La colère est également alimentée par d'autres législations adoptées antérieurement par le gouvernement conservateur, notamment les modifications à la loi sur les pêches, la loi C-38 sur l'évaluation environnementale, qui exclut les Autochtones des discussions, et la loi sur l'Office national de l'énergie, qui limite la capacité de contestation des décisions prises par le Cabinet fédéral.
Le 11 décembre, la cheffe crie Theresa Spence de la réserve d'Attawapiskat dans le Nord de l'Ontario entreprend une grève de la faim dans un tipi implanté sur l'île Victoria (rivière des Outaouais), à Ottawa, pour mettre fin à l'inaction et à l'inertie caractérisant les relations entre l'État fédéral et les Autochtones établis sur les terres de la Couronne canado-britannique. Elle exige une rencontre avec le Premier ministre Stephen Harper, ce qu'il refuse pendant 24 jours.
Des manifestations de plus en plus nombreuses viennent appuyer les revendications portées par la gréviste de la faim partout au Canada et au Québec, jusqu'en Gaspésie et sur la Côte Nord,,,.
La première manifestation québécoise du mouvement Idle No More s’est déroulée le 21 décembre 2012, au centre-ville de Montréal, au square Cabot. Elle fut initiée par Widia Larivière et Melissa Mollen Dupuis, qui sont devenues les porte-paroles du mouvement au Québec,,. Plus de 400 personnes ont pris part à la manifestation.
Après 24 jours de grève de la faim, les soutiens s'internationalisent. Une expédition de plus de 400 kilomètres mènera de Waskaganish à Attawapiskat en traîneau à chiens, l'Attikamek Herman Niquay afin de sensibiliser la population. À Paris, Idle No More France organise un rassemblement pacifique devant la tour Eiffel, à la place du Trocadéro (parvis des Droits de l'homme), le 16 février 2013.

## Réponse du gouvernement canadien
Après avoir refusé de rencontrer la gréviste de la faim pendant 24 jours, le 4 janvier 2013, le premier ministre conservateur Stephen Harper annonce qu'il va rencontrer une délégation de cheffes des Autochtones le vendredi 11 janvier.
À quelques jours de la rencontre du 11 janvier 2013, le gouvernement dévoile le rapport de vérification des finances de la tribu d'Attawapiskat, « qui indique que la grande majorité de ses dépenses ne sont pas appuyées par des pièces justificatives suffisantes. »
Les analystes ne savent pas pourquoi ce rapport est rendu public à ce moment, alors que le gouvernement l'avait en sa possession depuis plus de trois mois, ni les conclusions qu'il faut en tirer. Aucune allégation de gaspillage ni de fraude n'y est faite. Le porte-parole de Theresa Spence, Danny Metatawabin, a déclaré qu'il valait mieux s’occuper des « choses plus importantes, comme les traités ».

## Appuis notables
Le 3 janvier le mouvement Idle No More a reçu l'appui d'une quinzaine d'organisations, notamment Amnistie Internationale Canada, l'Assemblée des Premières Nations du Québec et du Labrador, le Sommet des Premières Nations, Lawyers Rights Watch Canada et KAIROS: Initiatives canadiennes œcuméniques pour la justice.
Le 6 janvier 2013 « Theresa Spence obtient l'appui de Paul Martin »  premier ministre libéral du Canada du 12 décembre 2003 au 6 février 2006.
Le même jour, Québec solidaire appuie Theresa Spence.

## Fil des événements

### Le 6 janvier 2013 - Actions directes
« Les manifestants autochtones qui bloquaient la principale ligne ferroviaire entre Toronto et Montréal depuis 17 h samedi 5 janvier 2013 ont mis fin à leur action peu après minuit, dans la nuit de samedi à dimanche. »

### Le 9 janvier 2013

#### Rencontre avec le Premier ministre du Canada Stephen Harper du 11 janvier 2013
Après une période de flottement quant à la présence de la cheffe crie Theresa Spence à la réunion du vendredi 11 janvier 2013 avec le premier ministre du Canada Stephen Harper, elle annonce qu'elle ne se présentera pas et déclare selon La Presse du 9 janvier 2013 : « Nous avons envoyé une lettre au palais de Buckingham pour demander que la reine Élisabeth II désigne son représentant qui est le gouverneur général du Canada, a déclaré la chef Spence dans un communiqué. Je ne vais pas assister à la rencontre de vendredi avec le premier ministre, puisque la présence du gouverneur général est essentielle pour toute discussion qui porte sur les droits inhérents et les traités. » Les Autochtones sont pupilles de la Couronne canado-britannique et britannique, ses membres ne sont pas des citoyennes de pleins droits du Canada. Pour la cheffe Theresa Spence aucune discussion ne peut donc utilement se tenir sans la présence du représentant de la Couronne qui est « tuteur » des Autochtones.
Après une vague de boycotts annoncés, le gouverneur général déclare qu'il assistera au Sommet autochtone.

#### Contestations juridiques
« Offensives autochtones - Les lois mammouths du gouvernement Harper sont contestées en justice, et un accord avec la Chine est sur le point de l’être. » « Les communautés autochtones sont en voie de devenir les catalyseurs de la contestation des initiatives du gouvernement conservateur de Stephen Harper. Les lois budgétaires de taille mammouth qu’Ottawa a fait adopter en 2012 dans la critique font aujourd’hui l’objet d’une poursuite judiciaire pilotée par deux groupes ethniques d’Alberta, tandis que le controversé Accord sur la promotion et la protection des investissements étrangers (APIE) signé avec la Chine est sur le point de l’être par une communauté de Colombie-Britannique. La charge contre les projets de loi C-38 et C-45 arrive d’où on ne l’attendait pas. »

#### Droit
- Loi sur les Indiens
- Droit autochtone canadien
- Article 35 de la Loi constitutionnelle de 1982
- Autonomie gouvernementale des Autochtones au Canada
- Commission royale sur les peuples autochtones